# Puhja kommun
Puhja vald är en kommun i Estland.   Den ligger i landskapet Tartumaa, i den södra delen av landet, 150 km sydost om huvudstaden Tallinn.
Följande samhällen finns i Puhja vald:
- Puhja
- Ulila
- Rämsi
- Mõisanurme
- Kaimi